# Miklósi
Miklósi é um município da Hungria, situado no condado de Somogy. Tem 10,47 km² de área e sua população em 2019 foi estimada em 207 habitantes.